# Tianzhou 7
Tianzhou 7 (天舟七号; Tiānzhōu èrhào) är en flygning av Kinas obemannat lastrymdskepp, Tianzhou. Farkosten sköts upp med en Chang Zheng 7-raket, den 17 januari 2024. Några timmar efter uppskjutningen dockade farkosten med den kinesiska rymdstation Tiangong.
Målet med flygningen är att leverera förnödenheter och utrustning till rymdstationen.
Farkosten lämnade rymdstationen den 10 november 2024 och brann upp i jordens atmosfär den 17 november 2024.